# شلایرباخ، اتریش
شلایرباخ (به آلمانی: Schlierbach) یک منطقهٔ مسکونی در اتریش است که در ناحیه کیرشدورف آندر کرمس واقع شده‌است. شلایرباخ ۱۸٫۴ کیلومتر مربع مساحت دارد ۴۷۸ متر بالاتر از سطح دریا واقع شده‌است.